# Murilo Néri
Murilo Néri (Rio de Janeiro, 12 de setembro de 1923 - Rio de Janeiro, 26 de maio de 2001) foi um ator, locutor, dublador e apresentador de TV brasileiro.

## Biografia
Atuou em vários filmes, séries e novelas brasileiras e foi apresentador do programa O Rio é nosso na extinta TV Corcovado, canal 9, do Rio de Janeiro, além de sorteios da Liderança Capitalização, na programação do SBT. 
Sua esposa, Letícia Néri, que foi Miss Rio de Janeiro da década de 1960, o conheceu na TV, mais precisamente no concurso de Miss Brasil, e acabou virando dançarina de um de seus programas.  O filho Leandro Néri foi ator e hoje é o diretor geral do programa: Caldeirão do Huck.
Murilo chegou a apresentar no SBT o programa Show sem limite em substituição a Sérgio Chapelin que voltara a Rede Globo. Na década de 90, apresentou o Programa O Rio é Nosso, na TV Corcovado, Canal 9, do Rio de Janeiro. A atração era exibida de segunda a sexta das 23:00h às 23:30h.
Murilo morreu aos 77 anos, no dia 26 de maio de 2001, na Clínica São Bernardo, na Barra da Tijuca, Rio de Janeiro, vítima de enfisema pulmonar. Foi sepultado no Cemitério de São João Batista, em Botafogo.

## Trabalhos

### Televisão
| Ano  | Título                           | Personagem   | Notas                           |
| ---- | -------------------------------- | ------------ | ------------------------------- |
| 1978 | Dancin' Days                     | Mário        |                                 |
| 1978 | O Pulo do Gato                   | Camargo      |                                 |
| 1978 | Sinal de Alerta                  | Tonico       |                                 |
| 1973 | Caso Especial                    | Cunha        | Episódio: "O Preço de Cada"     |
| 1972 | Caso Especial                    | Bernardo     | Episódio: "A Dama das Camélias" |
| 1972 | O Primeiro Amor                  | Vicente      |                                 |
| 1967 | Festival Internacional da Canção | Apresentador |                                 |

### Cinema
| Ano  | Título                                     | Personagem |
| ---- | ------------------------------------------ | ---------- |
| 1972 | Um Marido Sem… É Como um Jardim Sem Flores | Paulo      |
| 1970 | Um Uísque Antes, Um Cigarro Depois         | Advogado   |
| 1965 | Um Ramo para Luísa                         | —          |
| 1963 | Crime no Sacopã                            | Narrador   |
| 1958 | É a Maior!                                 | —          |
| 1952 | Com o Diabo no Corpo                       | Júlio      |